# Yes (album)
Yes je debutové album britské progressive rockové skupiny Yes z roku 1969, považované za jedno z prvních progressive rockových alb. Album nahrála původní sestava Yes, kterou tvořili zpěvák Jon Anderson, baskytarista Chris Squire, kytarista Peter Banks, klávesista Tony Kaye a bubeník Bill Bruford.
Dvě z osmi písní na původním albu jsou koververze.

## Seznam stop
- Na všechny písně má Copyright Yessongs, pokud není uvedeno jinak.

### Strana 1
1. "Beyond and Before" (Squire/Clive Bailey) – 4:58
2. "I See You" (Jim McGuinn/David Crosby; Essex Music Ltd.) – 6:54
3. "Yesterday and Today" (Anderson) – 2:53
4. "Looking Around" (Anderson/Squire) – 4:05

### Strana 2
1. "Harold Land" (Anderson/Bruford/Squire) – 5:45
2. "Every Little Thing" (Lennon/McCartney; Northern Songs) – 5:46
3. "Sweetness" (Anderson/Clive Bailey/Squire) – 4:35
4. "Survival" (Anderson) – 6:23

### Bonusy na remasterovaném albu z roku 2003
1. "Everydays (Single Version)" (Stephen Stills) – 6:23
2. "Dear Father (Early Version #2)" (Anderson/Squire) – 5:51
3. "Something's Coming" (Leonard Bernstein/Stephen Sondheim) – 7:09
4. "Everydays (Early Version)" (Stephen Stills) – 5:18
5. "Dear Father (Early Version #1)" (Anderson/Squire) – 5:31
6. "Something's Coming (Early Version)" (Leonard Bernstein/Stephen Sondheim) – 8:02

## Obsazení
- Jon Anderson (na původním LP uveden jako "John Anderson"): sólový zpěv, perkusy
- Peter Banks: kytary a zpěv
- Chris Squire: baskytara a zpěv
- Tony Kaye: varhany, piano
- Bill Bruford: bicí

## Reedice
1989 - Atlantic - CD

1994 - Atlantic - CD (remaster)

2003 - CD (remaster s bonusy)